# 維也納少年合唱團

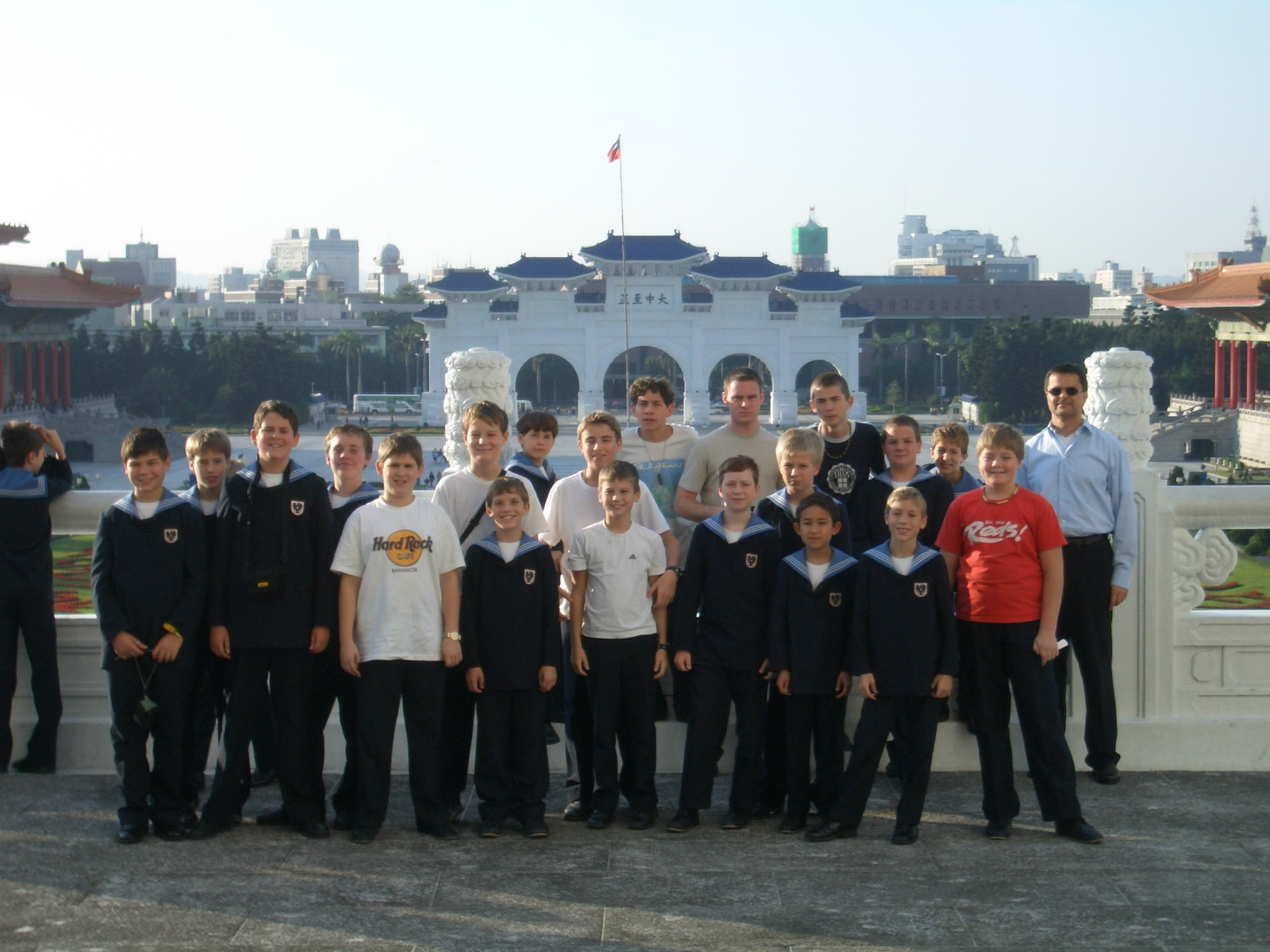
WSK的布魯克納團於2004年訪問台灣，攝於中正紀念堂

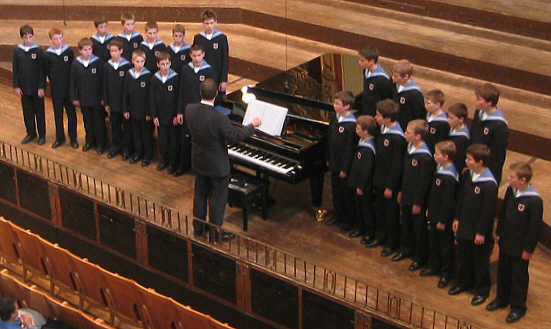

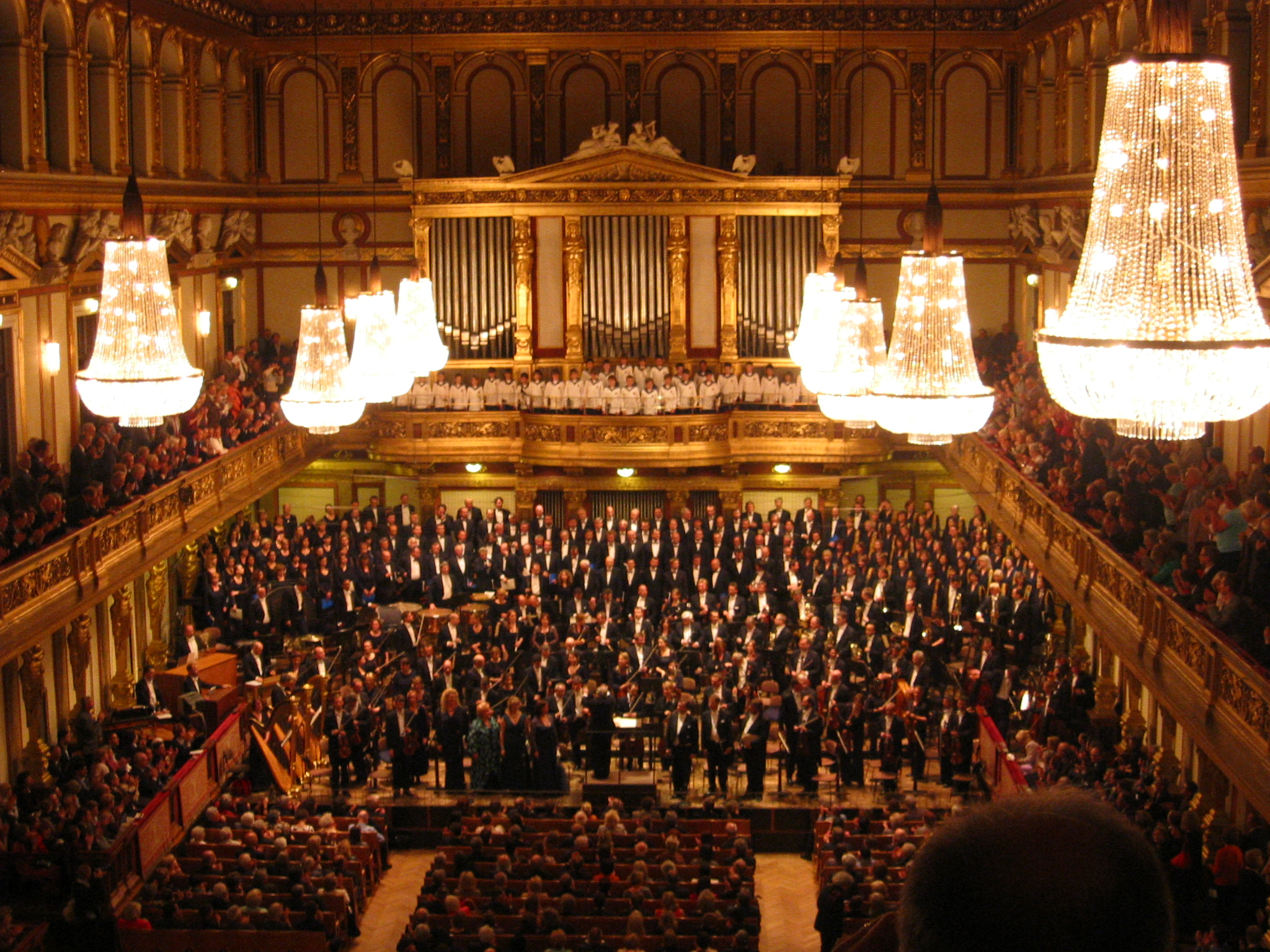
維也納少年合唱團 – 維也納歌唱協會合唱團

維也納少年合唱團（德語：Wiener Sängerknaben，簡稱 WSK，簡稱 VBC）是由一群身穿藍色水手服的男孩所組成的，這項特殊的打扮也成為了他們的標記。他們以優雅而又輕盈無比的童聲女高音與童聲女中音，演唱著各式各樣的聖歌、圓舞曲、藝術歌曲、民謠與彌撒曲目。他們平日居住在奧地利的奧嘉登宮（Augarten Palast），而暑假時則是到奧國境內的阿爾卑斯山地的克恩頓（Carinthia）河畔與後布呂爾(Hinterbruhl) 避暑，而在這裡，他們也有自己的私人別墅供度假之用。
其發聲方式採用「美聲法」。

## 歷史
維也納少年合唱團成立於1498年，著名音樂家海頓曾經是團員。海頓所居住的村莊中每逢節日都有樂隊慣例的遊行。有一次，負責打鼓的樂師因生病而無法參與遊行，只好請年幼的海頓來幫忙；興奮的海頓不負眾望的表現十分出色。有一次，海頓父親一位擔任「維也納史德分教堂合唱團」指揮的親戚來到了海頓家中，對海頓的音樂才華感到訝異，就央求海頓的父親把海頓送進合唱團。維也納史德分教堂合唱團是維也納少年合唱團的前身。當然，維也納少年合唱團不只培養出海頓一人而已，五百年的歷史中也出現了其它優秀音樂家，因為沒有任何一個合唱團能像維也納少年合唱團一樣將音樂教育實行得如此徹底。
維也納少年合唱團打從創團以來，演出範圍原本都僅僅限制在維也納的教堂中，演唱的曲目也只有宗教歌曲，許許多多的愛樂者都無福親耳聽到。但第一次世界大戰後，他們開始在祖國所在地歐洲，甚至遠至美國等地方演唱，受到大眾的歡迎。而他們如何的受觀眾喜愛，可以藉由一些比較傑出的獨唱歌手，居然一躍而成為電視明星中了解。在第二次世界大戰後，合唱團轉型而成為了算是“非營利性的半個國家機構”，舉團遷移至奧嘉頓宮殿（建造於16世紀），從此開始了一連串堪稱專業的訓練，和聲以及音樂演唱的技巧有著顯著的進步。由於世界各地的演出邀約不斷，維也納少年合唱團便把百位團員分成了4大團：莫札特、布魯克納、舒伯特及海頓，以應付忙碌的生活，並在世界各地輪流演出，使足跡得以遍佈世界各國。
2011年，維也納兒童合唱團音樂學院 （页面存档备份，存于）在香港成立，是合唱團五百年來首個海外總部，提供跟隨維也納兒童合唱團教學法及其音樂傳统的音樂及合唱課程。2015年，維也納兒童合唱團音樂學院基金 （页面存档备份，存于）成立，2016年起舉辦「維港音樂節」，為兩地音樂家、學生及社區提供不同的音樂交流和學習活動。疫情期間推出「音樂連線」系列，以「音樂健心」為目標，藉著音樂和創意活動舒緩兒童及家人的壓力。

## 人數
1498年創始之初，只有八人。而現在合唱學校約為250人，而團員則有約一百多人，分成四個團：布魯克納、莫札特、海頓、舒伯特。每年輪流有兩團在國外巡迴演出（為期三至四個月），一團留守維也納教堂（Hofburgkapelle）參加彌撒演出，而一團則在維也納國立歌劇院參加表演。2004年，則是有99位團員。

## 服裝
最早以前，WSK是為宮廷音樂會需求而設立，因而制服為宮廷服。二十世紀初時服裝改為大部分教堂裡頭的唱詩班一樣為教袍，爾後則改為軍服，1930年代再由當時的軍服改為現今人們所熟知的水手服。據說當初改為水手服的原因，跟唐老鴨那時風靡世界有著密切的關係。 但WSK則表示是他們先走紅而才影響唐老鴨的穿著。
原本WSK左胸前是沒有團徽的，而到1960年代以後奧國政府宣佈今後奧地利的國徽亦為WSK團徽。
而如今WSK有自己私人的製衣商，而服裝也有兩種形式，深藍色的水手服(正式場合、下午的音樂會和大部分的教堂活動穿著)和白色的水手服(巡迴演出時在晚間的音樂會所穿)。
　 　 

## 加入方法
每年該團都有兩次的入團考，7歲或8歲的小孩測驗著試唱、聽音、樂理等基本測驗，通過後成為預備團員，而又經過兩年的訓練後，團員來到九歲，再通過正式的入學考，才能成為正式的团员，可以說各個都是萬中選一。而通常入團時是在十歲，大約十四歲青春期變聲時再到合唱團的養老之家繼續學業，不過也有例外，像是Max Emanuel Cencic就在該團待到16歲，也有团员11岁变声就开始养老。
然而現今時代改變，入團的競爭強度由1960年代的16倍成為現今的2至3倍。
進入何團時是隨著四個團的空缺來決定，不過有時候因為兄長已經在該團的因素，也會成為考慮因素，像Friesacher家：Rene、Kento、Akio和Guteirrez家：Konard Gutierrez、Mirko Gutierrez。
而在以往，他們只願意接受奧地利的小孩，但在1990年初期，奧地利鄰近的國家像是德國、匈牙利、瑞士也都進入了該團，而近幾年更是有遠從美國，甚至中國的小孩來加入。種族跟宗教原因已不再是問題。

## 規定
1. 錄取工作以男孩的聲樂和音樂能力為依據。
2. 男孩一旦入團，家長應該同意他們的兒子隨合唱團在本地或外國演出。
3. 組織者有義務為孩子們提供食宿、制服。
4. 孩子們的暑假應隨團在Hinterbichl的“合唱團之家”度過，這時不會安排旅行演出。
5. 所有男孩都要住宿。只要不與演出衝突，孩子們每週末可以回家，時間是星期六中午到星期天晚上。
6. 週一至週五的時間段內，家長不可以看望自己的兒子。若情況緊急，可以向指揮說明，允許見面。
7. 家長可以在任何時候要求孩子退出合唱團，同時，組織者也可以不說明理由把某個孩子開除出團。

## 工作
學校分成為四個學期，其中一個學期由其中一團在國外表演，而剩下的三團則在學校繼續學業。
在學校時，早上他們接受一般學科的教育，而下午則接受兩個小時的音樂課程。在中午午餐時間及晚上睡前有短暫的休息時間。而平日他們所從事的休閒如：足球、棒球以及在奧嘉登宮內的私人游泳池游泳。
平均來說，WSK一年有大約三百場音樂會（1998年：322場，1999年：284場），而這項數據也包含了一些私人性質的音樂會。也就是說平均一個團一年要表演75場音樂會，WSK演唱的日子是非常辛苦的。
　 　 

## 曾加入WSK的歷史名人
音樂家：舒伯特、海頓兄弟、Heinrich Isaac、Paul Hofhaimer、Heinrich Igbaz Franz Biber、Johann Joseph Fux、Antonio Caldara、Anton Bruckner、Clemens Kraus、Felix Mottl等。但莫札特從未加入過該團。
指揮家：漢斯·里希特

## 錄製發行作品
曾經出過的LP黑膠可能數以百計。

## 外部連結
- 官方網站
- 維也納少年合唱團
- Sangerknaben !